# Elmore (Ohio)
Elmore es una villa ubicada en el condado de Sandusky en el estado estadounidense de Ohio. En el Censo de 2010 tenía una población de 1410 habitantes y una densidad poblacional de 668,8 personas por km².

## Geografía
Elmore se encuentra ubicada en las coordenadas 41°28′14″N 83°17′28″O / 41.47056, -83.29111. Según la Oficina del Censo de los Estados Unidos, Elmore tiene una superficie total de 2.11 km², de la cual 2.11 km² corresponden a tierra firme y (0%) 0 km² es agua.

## Demografía
Según el censo de 2010, había 1410 personas residiendo en Elmore. La densidad de población era de 668,8 hab./km². De los 1410 habitantes, Elmore estaba compuesto por el 96.38% blancos, el 0.5% eran afroamericanos, el 0.21% eran amerindios, el 0.14% eran asiáticos, el 0% eran isleños del Pacífico, el 0.64% eran de otras razas y el 2.13% pertenecían a dos o más razas. Del total de la población el 5.74% eran hispanos o latinos de cualquier raza.